# .ws
ws es el código de país (ccTLD) para Samoa. Está administrado por SamoaNIC, que a su vez depende del Ministerio de Asuntos Exteriores del Gobierno de Samoa.
El dominio .ws es una abreviatura de «Samoa Occidental» (West Samoa, en inglés), que era el nombre oficial de la nación durante la década de 1970, cuando se normalizaron los códigos de país de dos letras. Aunque no hay restricciones geográficas para el registro de la mayoría de los dominios de segundo nivel .ws, el registro de los dominios .org.ws, .gov.ws y .edu.ws está restringido.
Antes del 14 de marzo de 2008, no se permitía la transferencia de los dominios .ws de un registrador de dominios a otro.
El código de país del dominio .ws se ha comercializado como un domain hack, en el que el ws supuestamente significa "sitio mundial», sitio web o servicio web, que proporciona una presencia «mundial» en la Internet a los solicitantes de registro, ya que apoya todos los nombres de dominio internacionalizados. Debido a su potencial popularidad, el registrador aplica una escala móvil de precios en función de la brevedad del dominio deseado. Los dominios de cuatro caracteres o más tienen un precio más accesible, mientras que los de tres, dos y un solo carácter tienen precios que escalan rápidamente a miles de dólares en Estados Unidos.
En 2016, .ws obtuvo popularidad cuando uno de los primeros registros ofreció dominios emoji.
Desde 2018, aproximadamente hay 25,000 dominios emojis registrados bajo .ws.
Google trata el ccTLD .ws como un dominio superior genérico (gTLD).